# Jessica Failla
Jessica Failla (* 5. Juni 1997) ist eine US-amerikanische Tennisspielerin.

## Karriere
Failla begann mit sechs Jahren mit dem Tennissport und spielt bisher vor allem Turniere auf der ITF Women’s World Tennis Tour, wo sie bislang einen Titel im Einzel und sechs im Doppel gewinnen konnte.
2022 erreichte sie das Finale im Doppel des ITF Dallas und im November das Achtelfinale im Einzel der NSW Open.
2023 erreichte sie im Juni das Halbfinale im Dameneinzel der Open Arcadis Brezo Osuna, im Juli das Achtelfinale der Saskatoon Challenger und der Championnats Banque Nationale de Granby. Im September spielte sie bei den Guadalajara Open Akron ihr erstes Turnier der WTA Tour, als sie in der Qualifikation gegen Ann Li mit 1:6 und 1:6 verlor. Im Oktober erreichte sie das Achtelfinale im Dameneinzel der Christus Health Pro Challenge.
2024 erreichte sie im Februar das Achtelfinale im Dameneinzel der Chaly W50.

### College-Tennis
Von 2015 bis 2017 spielte Failla für das Damentennisteam der USC Trojans der University of Southern California. 2017 erreichte sie bei den ITA Masters 2017 im Dameneinzel das Achtelfinale. Von 2017 bis 2021 spielte sie für die Waves der Pepperdine University.

## Turniersiege

### Einzel
| Nr. | Datum         | Turnier  | Kategorie | Belag             | Finalgegnerin | Ergebnis |
| --- | ------------- | -------- | --------- | ----------------- | ------------- | -------- |
| 1.  | 17. März 2024 | Montreal | ITF W15   | Hartplatz (Halle) | Jessie Aney   | 6:4, 6:3 |

### Doppel
| Nr. | Datum            | Turnier      | Kategorie      | Belag             | Partnerin            | Finalgegnerinnen                                  | Ergebnis          |
| --- | ---------------- | ------------ | -------------- | ----------------- | -------------------- | ------------------------------------------------- | ----------------- |
| 1.  | 6. November 2021 | Haabneeme    | ITF W25        | Hartplatz (Halle) | Chihiro Muramatsu    | Maja Chwalińska Adrienn Nagy                      | 6:3, 6:4          |
| 2.  | 28. Mai 2023     | Málaga       | ITF W15        | Hartplatz         | Katarína Strešnáková | Isabella Barrera Aguirre Marina Benito            | 6:3, 6:3          |
| 3.  | 24. Februar 2024 | Mexico City  | ITF W50        | Hartplatz         | Jessie Aney          | Thaisa Grana Pedretti María José Portillo Ramírez | 3:6, 6:4, [10:8]  |
| 4.  | 17. August 2024  | Barranquilla | WTA Challenger | Hartplatz         | Hiroko Kuwata        | Quinn Gleason Ingrid Gamarra Martins              | 4:6, 7:62, [10:7] |
| 5.  | 2. November 2024 | Norman       | ITF W35        | Hartplatz (Halle) | Maribella Zamarripa  | Makenna Jones Park So-hyun                        | 3:6, 6:2, [10:5]  |
| 6.  | 25. Januar 2025  | Bengaluru    | ITF W100       | Hartplatz         | Jessie Aney          | Amina Anschba Jelena Pridankina                   | 6:2, 4:6, [10:6]  |
| 7.  | 8. März 2025     | Chihuahua    | ITF W50        | Sand              | Jessie Aney          | Eleni Christofi Despina Papamichail               | 6:3, 7:5          |

## Persönliches
Jessica Failla-Seelig ist die Tochter von Greg Failla und Katrina Crawford; Beide Eltern spielten College- und Profi-Tennis. Greg Failla spielte in Long Beach und USC und landete landesweit auf Platz 3, seine höchste Platzierung war 210 in der ATP-Weltrangliste. Katrina spielte für die Trinity University, landete landesweit auf Platz 2 und erreichte Platz 450 in der WTA-Weltrangliste. Failla-Seelig hat drei jüngere Geschwister: Joshua, Julia und Joel. Sie kam mit ihrem Ehemann Kyle Seelig als Tennis-Assistenztrainerin zu den Liberty Flames der Liberty University, der als Tennis-Assistenztrainer der Liberty-Männer eingestellt wurde. Kyle kam zu Liberty, nachdem er sechs Spielzeiten (2015–20) für die Ohio State University gespielt hatte und dem Team zu sechs Big-10-Titeln in Folge, einem NCAA Championship Final Four 2018, einem ITA National Indoor-Titel 2019 und einem Team Nr. 1 in der ITA-Rangliste verholfen hatte.